# Aesalini
Aesalini es una tribu de coleópteros polífagos que contiene los siguientes  géneros:

## Géneros
- Géneros: Aesalus - Echinoaesalus - Lucanobium - †Cretaesalus - †Juraesalus – †Sinaesalus